# Hygrophorus odoratus
Hygrophorus odoratus är en svampart som tillhör divisionen basidiesvampar, och som beskrevs av A. H. Smith. och Lexemuel Ray Hesler. Hygrophorus odoratus ingår i släktet Hygrophorus, och familjen Hygrophoraceae. Arten är reproducerande i Sverige.

## Bildgalleri

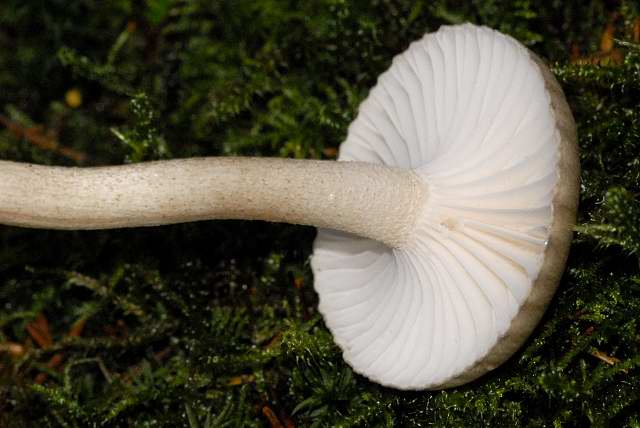
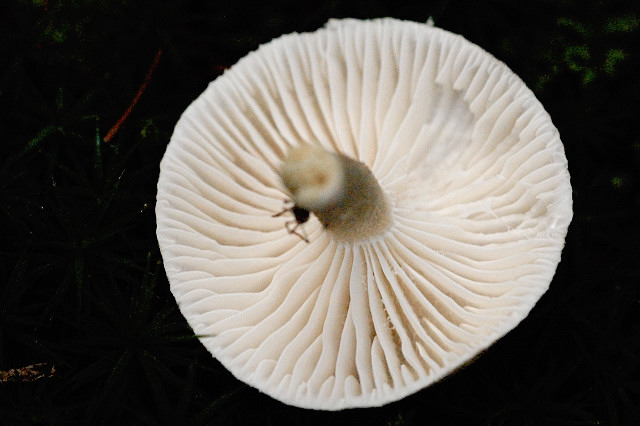
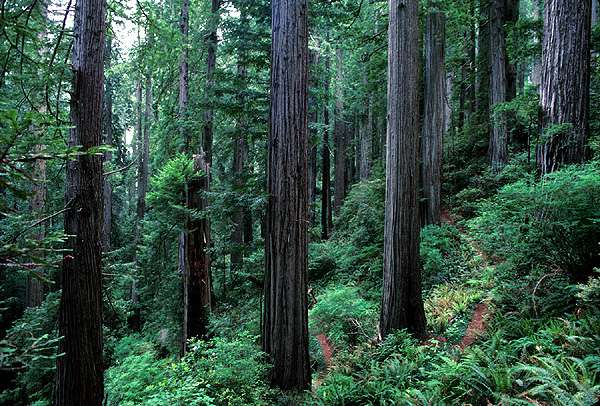
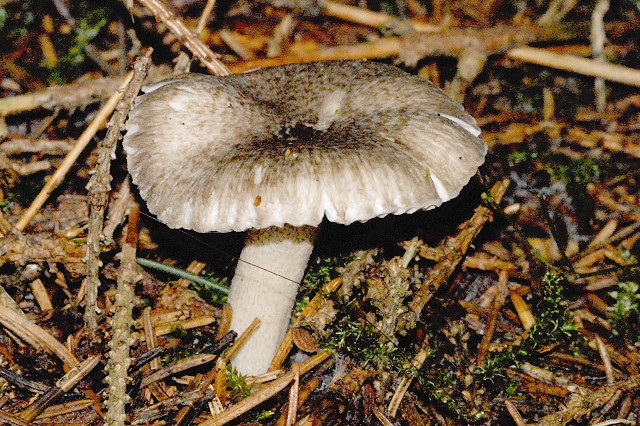